# Júlio Petersen
Júlio Heinzelmann Petersen (Taquara, 30 de abril de 1918 — 9 de novembro de 2002) foi um futebolista e árbitro de futebol brasileiro.

## Biografia
Júlio Petersen iniciou a carreira no Taquarense, clube de sua cidade, como zagueiro pela esquerda. Chegou ao Internacional em 1933, no time dos juvenis, enquanto terminava seus estudos em Porto Alegre. Já como goleiro, assumiu a titularidade em 1938, fazendo parte da formação inicial do lendário Rolo Compressor, substituindo o então titular absoluto Penha. Pelo Internacional, conquistou cinco títulos gaúchos.
Após tornar-se reserva do goleiro Ivo Winck, em 1942, pediu a liberação do Internacional no ano seguinte, para cuidar da doença de sua esposa. Ainda em 1943, transferiu-se para o Grêmio.
No tricolor, conquistou os Campeonatos Gaúchos de 1946 e 1949. Em 1949, recebeu o Prêmio Belfort Duarte, entregue pela Confederação Brasileira de Desportos (CBD), tornando-se o primeiro atleta gaúcho a receber a distinção. Ao se aposentar, em 1950, tornou-se treinador dos juvenis do clube. Júlio Petersen foi também árbitro de futebol.
A partir de 1943, ao longo de sua vida, Júlio Petersen reuniu um dos maiores acervos particulares de livros do sul do Brasil, dispondo entre suas obras vários exemplares raros dos mais variados temas, diversos deles sobre a História do Rio Grande do Sul. Ele costumava emprestar e disponibilizar sua coleção para pesquisadores mediante a condição de que estes devolvessem os empréstimos prontamente com uma cópia do resultado das pesquisas obtidas, visando a multiplicação de material sobre aquelas temáticas. Em 23 de julho de 1959 recebe o título de cidadão honorário de Porto Alegre. Após sua morte, aos oitenta e quatro anos, a Pontifícia Universidade Católica do Rio Grande do Sul adquiriu a biblioteca particular de Petersen, que hoje constitui um acervo especial dentro da Biblioteca Central Irmão José Otão

## Títulos
Internacional
- Campeonato Gaúcho: 1934, 1940, 1941, 1942 e 1943.

Grêmio
- Campeonato Gaúcho: 1946 e 1949.

### Prêmios individuais
- Prêmio Belfort Duarte: 1949.